# Phyllophaga iviei
Phyllophaga iviei är en skalbaggsart som beskrevs av Fortuné Chalumeau 1985. Phyllophaga iviei ingår i släktet Phyllophaga och familjen Melolonthidae. Inga underarter finns listade i Catalogue of Life.